# Liste der Hochschularchive in Deutschland
Dies ist eine Liste der Hochschularchive in Deutschland:

## Universitätsarchive
- Hochschularchiv der RWTH Aachen
- Universitätsarchiv Augsburg
- Universitätsarchiv Bamberg
- Universitätsarchiv der Freien Universität Berlin
- Universitätsarchiv der Humboldt-Universität, Berlin
- Universitätsarchiv der Technischen Universität Berlin
- Universitätsarchiv der Universität der Künste Berlin
- Universitätsarchiv Bielefeld
- Universitätsarchiv der Ruhr-Universität Bochum
- Universitätsarchiv Bonn
- Universitätsarchiv der Technischen Universität Braunschweig
- Zentralarchiv der Universität Bremen
- Universitätsarchiv der Technischen Universität Chemnitz
- Universitätsarchiv Clausthal
- Archiv der Hochschule Darmstadt
- Hochschularchiv der Technischen Universität Darmstadt
- Universitätsarchiv der Technischen Universität Dresden
- Universitätsarchiv Düsseldorf
- Universitätsarchiv Duisburg-Essen
- Universitätsarchiv der Katholischen Universität Eichstätt-Ingolstadt
- Universitätsarchiv Erlangen-Nürnberg
- Archiv der Fernuniversität Hagen
- Universitätsarchiv Frankfurt am Main
- Universitätsarchiv der TU Bergakademie Freiberg
- Universitätsarchiv Freiburg
- Universitätsarchiv Gießen
- Universitätsarchiv Göttingen
- Universitätsarchiv Greifswald
- Universitätsarchiv Martin-Luther-Universität Halle-Wittenberg
- Universitätsarchiv Hamburg
- Universitätsarchiv Hannover
- Universitätsarchiv Heidelberg
- Universitätsarchiv der Stiftung Universität Hildesheim
- Universitätsarchiv Hohenheim
- Universitätsarchiv der Technischen Universität Ilmenau
- Universitätsarchiv Jena
- Universitätsarchiv Karlsruhe
- UniArchiv Kassel[1]
- Universitätsarchiv Kiel
- Universitätsarchiv Köln
- Universitätsarchiv Konstanz
- Universitätsarchiv Leipzig
- Universitätsarchiv Leuphana Universität Lüneburg (vorm. Hochschularchiv Lüneburg, im Aufbau)
- Universitätsarchiv der Otto-von-Guericke-Universität Magdeburg
- Universitätsarchiv der Johannes-Gutenberg-Universität Mainz
- Universitätsarchiv Marburg
- Historisches Archiv der TU München
- Universitätsarchiv der Ludwig-Maximilians-Universität München
- Universitätsarchiv der Westfälischen Wilhelms-Universität Münster
- Universitätsarchiv der Carl von Ossietzky Universität Oldenburg
- Universitäts- und Hochschularchiv Osnabrück (im Niedersächsisches Landesarchiv Standort Osnabrück)
- Universitätsarchiv Paderborn
- Archiv der Universität Passau (im Aufbau)
- Universitätsarchiv Regensburg
- Universitätsarchiv Rostock
- Archiv der Universität des Saarlandes
- Universitätsarchiv Stuttgart
- Universitätsarchiv Tübingen
- Universitätsarchiv der Universität Vechta
- Hochschularchiv-Thüringisches Landesmusikarchiv Weimar
- Universitätsarchiv der Bauhaus-Universität Weimar
- Universitätsarchiv der Julius-Maximilians-Universität Würzburg
- Archiv der Bergischen Universität Wuppertal
- Archiv der Palucca-Hochschule für Tanz Dresden

## Archive sonstiger wissenschaftlicher Institutionen
- Archiv des Herder-Instituts Marburg
- Archiv der Akademie der Künste, Berlin
- Archiv der Berlin-Brandenburgischen Akademie der Wissenschaften
- Archiv zur Geschichte der Max-Planck-Gesellschaft, Berlin
- Archiv der Franckeschen Stiftungen in Halle/S.
- Archiv des Hamburger Instituts für Sozialforschung
- Zentralarchiv zur Erforschung der Geschichte der Juden in Deutschland, Heidelberg
- Südwestdeutsches Archiv für Architektur und Ingenieurbau, Karlsruhe
- Archiv des Deutschen Museums, München
- Archiv des Germanischen Nationalmuseums, Nürnberg
- Archiv des Instituts für Zeitgeschichte
- Archiv der Bundesanstalt für Geowissenschaften und Rohstoffe, Hannover
- Leibniz-Archiv, Hannover
- Historisches Archiv des Deutschen Zentrums für Luft- und Raumfahrt e.V.
- Archiv des Instituts für moderne Kunst e.V., Nürnberg
- Archiv des Deutschen Schiffahrtsmuseums, Bremerhaven
- Dokumentationsstelle Pflege / Hilde-Steppe-Archiv
- Archiv für deutsche Polarforschung am Alfred-Wegener-Institut für Polar- und Meeresforschung
- Archiv des Osteuropa Instituts, München
- Archiv und Sammlung des Ludwig-Uhland-Instituts für Empirische Kulturwissenschaft, Tübingen
- Archiv des Instituts für Grenzgebiete der Psychologie und Psychohygiene e.V., Freiburg/Br.
- Archiv zur Geschichte der Archäologie
- Warburg-Archiv am Warburg-Haus Hamburg
- Archiv des Saalburgmuseums, Bad Homburg
- Archiv des Frauenforschungs-, -bildungs- und -informationszentrum e.V.
- Thüringer Archiv für Zeitgeschichte „Matthias Domaschk“
- Archiv der deutschen Frauenbewegung
- Haus der Kunst, München – Historisches Archiv
- Archiv der Deutschen Akademie der Naturforscher LEOPOLDINA, Halle/S.
- Archiv des Deutschen Historischen Instituts
- Archiv der Monumenta Germaniae Historica
- Archiv des Instituts für Grenzgebiete der Psychologie und Psychohygiene e.V. Freiburg